# Saint-Loup (Charente-Maritime)
Saint-Loup-de-Saintonge é uma comuna francesa na região administrativa da Nova Aquitânia, no departamento de Charente-Maritime. Estende-se por uma área de 16,42 km². Em 2010 a comuna tinha 311 habitantes (densidade: 18,9 hab./km²).